# Office National des aéroports
L'Office National des aéroports, spesso citato con la sigla ONDA, è l'ente di gestione aeroportuale dello Stato africano del Marocco. L'ente fu creato con decreto del Re del Marocco il 30 dicembre 1989 che trasferì ogni attività di gestione aeroportuale dal precedente Office des Aéroports de Casablanca (OAC) alla nuova autorità.
Gli uffici dell'ente sono dislocati presso le strutture dell'aeroporto di Casablanca-Muhammad V.